# Mleczna
Mleczna is een plaats in het Poolse district  Wrocławski, woiwodschap Neder-Silezië. De plaats maakt deel uit van de gemeente Jordanów Śląski en telt 142 inwoners.